# 음식기행 3도 3미
음식기행 3도 3미는 매주 일요일 밤 4시에 KBS 1TV로 방송된 텔레비전 프로그램이다.

## 기획 의도
지역의 맛과 즐거움을 이야기하는 텔레비전 프로그램이다.

## 방송 시간
| 방송 채널 | 방송 기간                          | 방송 시간                         |
| --------- | ---------------------------------- | --------------------------------- |
| KBS 1TV   | 2012년 11월 5일 ~ 2013년 4월 4일   | 매주 수요일 밤 2:30 ~ 3:20 (50분) |
| KBS 1TV   | 2013년 4월 11일 ~ 2014년 1월 8일   | 매주 수요일 밤 2:40 ~ 3:30 (50분) |
| KBS 1TV   | 2014년 1월 19일 ~ 2014년 12월 21일 | 매주 일요일 밤 4:00 ~ 4:50 (50분) |
| KBS 1TV   | 2015년 1월 4일                     | 일요일 밤 2:40 ~ 3:30 (50분)      |

## 방송 회차

### 2011년
```
2011-12-24 소박한 손 맛. 영주 시래기 밥상 / 청정지역 속 겨울 맛. 무주 맛 기행 / 향수의 고장, 옥천 맛 기행
2011-12-17 미술마을 잔치음식 / 시린 겨울 달래주는 서민의 맛 / 따뜻한 국물이 생각날 때
2011-12-10 유촌마을의 손맛을 찾아서 / 기다림이 익는 마을 / 보은 계절 맛 기행
2011-11-26 울진 맛 기행 / 금강과 호남평야의 만남 / 남한강 물길따라 목계나루 향토음식
2011-11-04 오지마을 건강별미, 꿀 / 무주, 표고버섯과 더덕 / 반찬등속 2
2011-10-28 달콤한 가을의 맛! 청도 반시 / 정읍 구절초 / 반찬등속 1
2011-10-21 지혜로운 선비의 맛, 경북 영주 / 황금빛 물결, 김제 쌀 / 민물고기 배스의 재발견
2011-10-14 화본마을에서 향수를 맛보다 / 두부, 그 화려한 변신 / 가을의 미각! 보은 대추와 한우
2011-10-07 천년고도 경주 맛 기행 4 / 할머니의 소박한 손맛 / 공예비엔날레따라 청주 맛 기행
2011-09-30 순수의 고장, 영양 맛 기행 / 가을볕 따라 부안 나들이 / 옛 주막거리 손맛을 잇다
2011-09-23 천년고도 경주 맛기행 3 / 민초의 맛, 보리 / 자연이 빚은 보석, 충북 포도
2011-09-16 천년고도 경주 맛 기행 2 / 정읍, 자연 그대로의 맛 / 어머니의 손맛이 깃든 자연밥상
2011-09-02 청도 복숭아의 변신 / 이생 냉요리 / 전통재료로 만든 퓨전요리
2011-08-26 천년고도 경주 맛 기행 1 / 전북 완주의 전래동화 밥상 / 청주의 대물림 맛을 찾아서
2011-08-19 봉화 맛 기행 / 장인의 대결! 한정식과 퓨전음식 / 향긋하고 정갈한 연음식
2011-08-05 영덕 은어요리 / 뚝배기 속 칼칼한 순창의 맛 / 탄방마을의 여름밥상
2011-07-29 윤동마을 종부의 연음식 / 군산 도시투어 / 괴산 맛 기행(옥수수, 매운탕)
2011-07-22 원기충전! 향토 보향식 기행 / 여름탈출, 전주 맛투어 / 장수마을 여름별미, 생선국수와 도리뱅뱅이
2011-07-15 메밀밭의 추억, 영주 메밀음식 / 포슬포슬 여름맛, 하지감자 / 여름 보양식, 헛개나무
2011-07-08 낙동강따라 나루터 맛기행 / 섬진강이 키운 맛, 다슬기와 새알팥죽 / 초정 약수음식
2011-07-01 청정자연의 선물, 영천의 약초밥상 / 전북 김제 한우음식 / 옥천 향수 30리 맛 기행
2011-06-24 마늘고장의 알싸한 맛! 경북 의성 / 임실 치즈음식 / 산골보양식, 장뇌삼
2011-06-17 비슬산따라 맛 기행 / 꽃게의 모든 요리를 찾아라! / 밀과 보리의 추억
2011-06-10 골목길따라 추억의 맛! / 보양식 열전, 오골계와 오리 / 입 안 가득 향기로운 꽃요리
2011.05.13 김천, 마을 잔치음식을 찾아서   2011-05-12 170
2011.05.6 문경 마을 별미를 찾아서   2011-05-06 169
2011.04.29 구미, 봄을 깨우는 맛   2011-04-27 185
2011.04.15 고령 맛기행 (돼지국밥, 수제비)   2011-04-14 190
2011.04.08 군위 맛기행   2011-04-12 198
2011.04.01 가창 맛기행   2011-04-12 177
2011.03.25 경주 포구맛기행   2011-04-12 157
2011.03.18 오감만족 별미기행 성주   2011-04-12 157
2011.03.04 매콤하고 시원한 영덕 맛기행   2011-04-12 129
2011.02.25 문경의 맛을 찾아서   2011-04-12 147
2011.02.18 대구만두 맛을 찾아서   2011-04-12 187
2011.02.11 선비의 맛을 찾아서   2011-04-12 123
2011.01.28 7번국도따라 가는 겨울 맛기행
2011.01.21 가야금 선율따라 전통맛 기행/경북 고령
2011.01.14 반세기 맛대맛, 콩국과 해장국
```

### 2012년
```
2012-12-22 군위의 별미, 기러기 요리 / 오감이 행복해지는 맛-장수 한우! / 동지 맛 기행 - 충북 보은
2012-12-15 땅 속의 보물 - 대구 반야월 연근/ 김제 들녘의 찰진 맛!/ 겨울 참맛 - 충북 옥천
2012-12-08 바다와 바람이 만들어 내는 맛 - 포항 과메기 / 옥천골 순창의 매콤한 맛! / 대추골 보은의 건강밥상
2012-12-01 대구와룡시장 / 시간이 멈춘 도시, 군산에서 찾은 추억의 맛! / 충주의 겨울맞이 밥상
2012-11-24 몸과 마음을 다스리는 맛 - 사찰음식 / 선홍빛 맛의 유혹~송어! /송고버섯을 아시나요? - 충북 옥천
2012-11-17 군위의 엉뚱한 맛 / 몸과 마음이 맑고 상쾌해지는 맛!-당조고추/ 달콤․구수한 추억 - 충북 충주
2012-11-10 안동의 뿌리 깊은 맛 / 지평선 들녘의 포근한 맛-토란! / 가을, 영동을 담은 맛
2012-11-03 알싸한 맛을 찾아서 -경북 의성 / 단풍따라 찾아낸 건강한 맛 - 전북 진안 / 땅 속의 보물 야콘과 울금 - 충북 옥천
2012-10-27 알알이 열린 맛 - 경산 대추 / 가을, 지리산이 키워낸 힐링푸드 / 인삼골 증평의 건강밥상
2012-10-20 가을의 소리를 엿듣다 - 영주 맛 기행/ 가을바다 별미기행/ 달콤․고소한 영동의 가을밥상
2012-10-13 붉게 익어가는 청송의 맛 / 고소한 가을 맛보러 떠나요! / 월악산의 가을 맛
2012-10-06 붉게 익어가는 청송의 맛 / 호남평야와 금강이 준 가을 선물 -익산 고구마&민물고기 / 가을, 다섯 가지 맛에 취하다 -충북 단양
2012-09-22 심심산골에서 찾은 자연밥상, 경북 경주 / 진안 더덕과 수경삼 / 추억과 이야기가 있는 맛, 충북 괴산
2012-09-15 대가야를 품은 밥상, 경북 고령 / 남원, 흑미(黑味)에 빠지다! / 맛있게 매운 맛, 충북 충주
2012-09-08 어부가 낚는 낙동강의 별미, 경북 안동 / 장의 고장, 순창 맛 기행 / 중심고을 충주의 향토밥상
2012-09-01 영양 대티골의 맛있는 추억 / 남원 추어탕과 시골밥상 / 부드럽과 담백한 맛, 우리 한우
2012-08-25 무더위 날리는 영덕의 맛 / 쉼이 있는 곳 - 임실 다슬기와 영지버섯 / 옥천의 여름밥상
2012-08-11 전통을 잇는 맛, 경북 상주 / 김제 백련 / 여름, 보랏빛 유혹
2012-07-21 영주의 여름 건강 별미, 인삼 / 한옥마을의 맛과 멋. 전북 전주 / 알싸한 맛. 음성 고추
2012-07-14 풍요의 고장. 의성 맛 기행 / 삼백초와 죽염 / 여름 밥상 위의 참맛! 충북 보은
2012-07-07 추억과 정이 깃든 맛, 경북 경산 / 지금 무주에 별미가 있다, 어죽과 하지감자 / 땀과 열정이 만든 맛, 충북 음성
2012-06-30 팔공산 건강 맛 기행 / 익산의 명물을 맛보다 / 맛과 멋이 있는 곳. 충북 괴산
2012-06-23 자연에 살어리랏다. 군위 맛 기행 / 완주 맛 기행 / 영동 여름 맛 기행
2012-06-16 이색 별미 천지. 포항 맛 기행 / 진안, 여름 보양식 / 청주 대물림 맛 기행
2012-06-09 청도의 이야기가 있는 밥상 / 정읍, 선비의 정신을 좇다 / 6월, 시린 보릿고개의 추억
2012-06-02 산촌에서 살며 누리며 맛보며, 경북 영양 / 맛에 담긴 정성, 전북 익산 / 쌀의 고장, 생거 진천의 맛
2012-05-26 몸은 건강하게, 마음은 맑게. 달성군 사찰음식 / 향긋하고 달콤한 꽃이 피다.. / 충주의 오랜 맛을 찾아
2012-05-19 문경에서 찾은 자연의 맛 / 정읍의 건강한 맛 / 보은의 자연밥상
2012-05-12 매콤, 새콤, 담백한 예천의 세 가지 맛 / 껍데기 속 비밀의 맛, 전북 부안 / 금강물줄기 옻의 향기를 따라서, 충북 옥천
2012-05-05 서민의 애환을 담은 소박한 밥상, 경북 칠곡 / 군산의 옛 맛, 보리와 국밥 / 봄 향기 가득, 충북 청원
2012-04-28 그윽한 향기에 취하고 맛에 반하다, 경북 안동 / 진안 마이산의 맛 / 봄빛 맛 기행, 충북 청주.청원
2012-04-21 느릿느릿 모티길 따라 맛 기행, 경북 김천 / 김제의 알찬 맛, 감자와 밥 / 약초의 고장, 제천 맛 기행
2012-04-14 고령에는 철갑상어가 산다 / 전북 완주, 쑥과 버섯 / 자연의 맛과 멋이 있는 곳, 충북 단양
2012-04-07 소백산 지기품은 약선, 경북 영주 / 옥정호에 사는 사람들, 민물고기와 청둥오리 / 4월, 음성의 맛
2012-03-31 향토 식재료, 프랑스 요리로 변신하다 / 장수 맛 기행 / 향수의 고장, 옥천의 봄 맛
2012-03-24 자연바람 머문자리. 하늘 닮은 청정밥상, 예천 황태 / 바다의 봄나물, 군산 도다리와 주꾸미 / 아삭아삭 싱그러운 봄 맛, 충북 청주
2012-03-17 솔향기 가득~ 봉화 송이요리 / 지리산에 봄이 왔어요 / 밥상 위에서 맞는 봄, 충북 보은
2012-03-10 자연을 담은 맛, 경북 청송 / 육지와 바다의 맛을 한 번에~ / 영동, 향토 맛 기행
2012-03-03 영천의 기운차림 음식 - 한방요리와 상황버섯 / 청초한 맛, 연 - 연근, 연잎요리 / 청주 삼겹살 이야기
2012-02-25 경주 대기실마을의 건강밥상 / 추억의 맛 찾아 - 순창 엿, 토종닭 / 구수함 가득, 음성 맛 기행
2012-02-18 추억을 먹는다. 대구 빵 이야기 / 옛 이야기따라 남원 맛 기행 / 봄, 그리고 추억. 충북 청원
2012-02-11 성주의 이색 별미를 찾아서 / 고창에서 찾은 건강의 맛 / 겨울, 귀한 맛 - 충북 음성
2012-02-04 토함산 자락따라 세월이 영그는 맛 / 군산에서 찾은 봄 맛 / 풍요를 기원하는 정월 대보름 음식
2012-01-28 흙이 키워내는 참 맛, 황토메기 - 경북 의성 / 무주에서 겨울나기 - 송어, 민물고기 / 풍요의 땅, 진천의 건강밥상
2012-01-21 상옥마을의 겨울나기 음식 / 소곤소곤, 진안의 비밀이야기 - 꿩, 붕어찜 / 시간과 정성가득, 설맞이 음식
2012-01-14 고령의 겨울 특미. 딸기와부추 / 군산바다가 품은 별미. 박대 / 추억과 그리움의 맛. 죽, 전, 만두.
2012-01-07 겨울의 맛과 멋. 가창 맛 기행 / 건강살리는 제철음식. 미나리와 굴 / 겨울 보양음식. 충북 증평
```

### 2013년
```
[2013-01-05]맛이 약이 된다 - 포항 오가피 요리/ 슬로시티 한옥마을의 넉넉한 맛!-석갈비/ 겨울별미, 시래기 요리 - 충북 청주
[2013-01-12]세월이 선사하는 맛 - 영주 전통음식 / 아삭아삭한 겨울 보약~둥근마 / 풍요의 고장, 진천의 겨울 맛
[2013-01-19]청도 5일장에 가면 특별한 맛이 있다!/ 부안갯벌의 겨울 보물~굴!/ 구수하고 깊은 맛 - 충북 괴산
[2013-01-26] 바다의 웅담 - 감포 참전복/ 알싸하고 쫄깃한 완주의 맛!/ 겨울 속 또 다른 겨울 -충북 영동
[2013-02-02] 변함없는 맛, 구미 꿀 요리 / 약이 되는 맛! / 충주의 설맞이 풍경
[2013-02-09] 정성이 깃든 내림손맛, 예천/ 푸근한 고향의 맛/ 맛과 멋이 있는 곳
[2013-02-16] 봄을 찾아서 - 청도 미나리 / 새로움이 있는 곳 -충북 청원/ 겨울 산에서 찾은 자연밥상!
[2013-02-23] 자연과 세월의 맛 - 포항 전통 장/ 임실치즈의 색다른 맛 / 겨울 끝자락에서 만난 맛 - 충북 진천
[2013-03-02] 지혜로운 맛 - 예천 유황오리/ 완주에서 찾은 고소한 맛!-매생이 두부/ 새콤 달콤 봄맛기행 -충북 청주？청원
[2013-03-09] 선홍빛 자연의 맛-상주 송어/봄 바다의 별미~ 주꾸미/봄빛, 미각을 깨우다
[2013-03-16] 구수한 시골밥상/겨울 산에서 찾은 자연밥상/선비의 발자국을 따라 봄을 맛보다
[2013-03-23] 참살이 퓨전 밥상/전라도 김치의 색다른 맛!/기운 불끈! 나른함을 깨우는 약초
[2013-03-30] 따는 맛, 먹는 맛! 딸기 밭 봄소풍/봄을 부르는 싱그러운 맛~ 웅포나물밥상!/금강의 봄맛! -충북 옥천
[2013-04-06] 자연이 깃든 맛, 친환경 채소/옥정호의 봄맛!/밥맛 좋다! 충북, 충주
[2013-04-13] 온몸으로 봄을 맛보다？ 경북 의성 / 도 道에 빠지다! 맛 味에 빠지다! 전북 남원 달오름마을 / 봄 향기 솔솔, 버섯요리. -충북 영동
[2013-04-20] 삼백의 맛(경북 상주), 사근사근~ 봄의 참맛(전북 완주),꽃거리 맛거리(충북 청주)
[2013-04-27] 꿀맛 같은 밥상 -경북 성주- / 세 가지 色! 봄 잔치 -전북 고창- / <청주> 봄이 만든 자연 밥상 -충북 보은
2013-05-04 호미곶 돌 문어(경북포항) / 오랜시간의 맛을 찾아서~(전북 임실) / 달천의 봄 맛(충북 충주)
2013-05-18 대구 달성 손칼국수 - 청원 고향밥상과 효소 - 진한 자연밥상
2013-05-25 고소한 콩 맛 (경북경산) , 풍요의 땅에서 풍미를 캐다 (전북김제) , 깊은산골 산중별미! (충북 월악산)
2013-06-01 경북 영덕- 고사리 / 충북 청주 - 블루베리 / 전북 부안 - 갑오징어
2013-06-08 산나물 힐링 도시락(경북 영양) / 그 곳, 육십령(전북 장수) / 싱그러운 여름향기(충북 청원)
2013-06-15 경북 고령-블랙푸드/ 충북 진천-삼채 / 전북 익산-죽순
2013-06-29 경북 김천 - 해산물 삼계탕 / 전북 군산 - 울외 / 충북 괴산 - 감자
2013-07-06 대구 - 추억을 걷고, 추억을 먹다! / 전북완주 - 푸른 여름 안에서 / 충북영동 - 달콤함에 빠지다
2013-07-13 경북 구미-보리 / 충북 단양- 막걸리&마늘 / 전북 무주-와인, 한우, 어죽
2013-07-20 5일장의 질박한 맛과멋 - 경북군위 / 순창의 힘! - 전북순창 / 여름에 물들다! - 충북진천
2013-08-03 경북 울진 - 무 / 전북 전주- 연 요리 / 충북 괴산 - 옥수수
2013-08-10 경북 안동 - 메밀 / 전북 전주 - 연 / 충북 괴산 - 고추
2013-08-17 경북 봉화 - 은어 / 전북 무주 - 천마 / 충북 영동 - 포도
2013-08-24 경북 상주 - 오이 / 전북 김제 - 포도 / 층북 음성 - 복숭아
2013-08-31 경북 경주 - 흑염소 / 전북 진안 - 삼채 / 충북 증평 - 박
2013-09-07 몸이 웃는 밥상 - 경북 청도 / 시간의 풍경 기억의 맛 - 전북 군산 / 붉은 흙 속에서 캐낸 가을맛 - 충북 보은
2013-09-14 경북 영천 - 아로니아 / 전북 전주 -산책맛집 / 충북충주 - 새콜달콤 가을찬미
2013-09-21 예천의 맛과멋 / 色色의 가을 고창에 물들다 - 전북 고창 / 익숙함 그리고 새로움 - 충북 청주
2013-09-28 경북 영주 - 인삼,산채 / 전북 익산 - 마 / 충북 단양 - 오미자
2013-10-05 경북안동 - 한정식 / 전북 완주 - 캠핑요리 / 충북 보은 - 대추
2013-10-12 대구 - 돼지찜갈비 / 전북 정읍 - 민물매운탕 / 충북 증평 - 인삼
2013-10-19 근본을 찾아 떠나는 성주기행 / 몽글몽글~ 고소한 가을의 맛! - 전북순창 / 두바퀴로 즐기는 가을 맛! - 충북옥천
2013-10-26 경북 문경 - 사과, 송어 / 충북 진천 - 붕어 / 전북완주 - 묵은지닭볶음, 오리탕
2013-11-02 자연속에서 만나는 음식보양 - 경북 포항 / 길에서 만나다.. 지리산 둘레길 첫 번째 이야기 - 전북 남원 / 향기에 취하고~ 맛에 반하고! - 충북 청원
2013-11-09 경주의 색다른 여행 / 감빛고을, 감성에 빠지다 - 충북영동 / 길에서 만나다... 지리산 둘레길 두 번째 이야기 - 전북남원
2013-11-16 경북 경산-콩/전북 부안-서해미각/충북 괴산-배추
2013-11-23 경북 의성-홍화/전북 장수-배추/충북 충주-민물고기
2013-11-30 경북 구미-곱창전골/전북 익산-딸기/충북 보은-약초
2013-12-07 경북 포항-과메기,모리칼국수/전북 전주-수제음식/충북 제천-약초한정식
2013-12-14 경북 영천-말고기,약초백숙/전북 진안-보양식/충북 옥천-장터맛집
2013-12-21 경북 군위-한우,메기매운탕/전북 부안-팥죽,찐빵/충북 진천-밥,묵은지
2013-12-28 경북 울진-붉은대게,도루묵식해/전북 순창-장터음식/충북 음성-미역갈비탕,산채락정식
```

### 2014년
```
[2014-12-20] 경북 예천-양궁, 황태 / 전북 전주-한옥마을, 김치요리 / 충북 음성-전복백숙
[2014-12-13] 경북 울진-물곰국,오리해천탕 / 전북 군산-보리 음식 / 충북 영동-곶감 요리
[2014-12-06] 대구-퓨전한식,버섯요리 / 전북 무주-꿩요리 / 충북 진천-겨울 보양식
[2014-11-29] 경북 청송-달기백숙,사과쌀찐빵 / 전북 순창-전통 장 / 충북 옥천-한정식
[2014-11-22] 경북 포항-과메기 / 전북 남원-참게 / 충북 청주-한우요리
[2014-11-15] 경북 상주-곶감,부뷤밥 / 전북 진안-꽃게,산야초 / 충북 괴산-도토리무침
[2014-11-08] 경북 안동-마 요리 / 전북 진안-붕어찜 / 충북 진천-황태두부찜
[2014-11-01] 경북 의성-쌀,한우,흑마늘빵 / 전북 완주-자색고구마 / 충북 청주-두부,순대
[2014-10-25] 경북 경산-대추 / 전북 완주-한우 / 충북 영동-버섯
[2014-10-11] 경북 울진-송이 / 전북 정읍-구절초 / 충북 음성-인삼석갈비,보양죽
[2014-09-24] 경북 봉화 - 메밀, 전북 김제 - 쌀케이크, 충북 청주 - 묵은지 갈비찜
[2014-09-20] 경북 성주 - 등겨장, 전북 장수 - 장안전통문화예술촌, 충북 보은 - 연탄 닭발
[2014-09-13] 경북 영천 - 한방 송편, 전북 익산 - 황등 비빔밥, 충북 증평 - 홍삼 불고기
[2014-09-06] 경북 경주 - 연꽃음식, 전북 부안 - 이순신 밥상, 충북 옥천 - 삼색 칼국수
[2014-08-30] 경북고령-무화과, 전북군산-표고버섯, 충북 음성-전복갈비탕
[2014-08-23] 경북영주 - 인삼, 전북남원 - 애호박, 충북괴산 - 흑돼지
[2014-08-16] 경북포항 - 검은돌장어, 전북진안 - 흑돼지, 충북 영동 - 어죽
[2014-08-09] 경북청도 - 자연밥상, 전북정읍-여주, 충북충주-막국수
[2014-08-02] 경북 봉화 - 가재,은어 / 전북 완주 - 부추가지 / 충북 보은 - 대추, 송이
[2014-07-26] 대구-삼채요리 / 전북 무주-대학찰옥옥수수 / 충북 진천-화랑밥상
[2014-07-19] 경북 문경-오미자음식,와인 / 전북 고창-블루베리 / 충북 청주-염소,산양
[2014-07-12] 경북 경주-시장맛집 / 전북 고창-복분자 / 충북 청원-광천수
2014-07-05 경북 김천-약단술,와송 / 전북 부안-광어,캠핑요리 / 충북 괴산-매생이,철갑상어
2014-06-28 경북칠곡 - 
순대
, 
우리밀
 / 전북무주 - 어죽, 
머루와인
 / 충북보은 - 하수오,능이버섯요리
2014-06-21 경북 안동-우렁이 / 전북 고창-오디, 가시오가피 / 충북 충주-사과, 시래기
2014-06-14 경북 군위-오이 / 전북 완주-산채비빔밥 / 충북 청원-뽕잎요리
2014-06-07 경북영양-산나물 / 전북부안-백합,꽃게 / 충북음성-오리백숙,묵요리
2014-05-31 대구-돼지국밥,흑염소 / 전주-거위,송어 / 청주-황태요리
2014-05-24 대구 달성군-발우비빔밥,흑마늘탕 / 충북 진천-조랭이 청국장,장어요리 / 전북 임실-다슬기요리
2014-05-17 경북구미-잉어요리,치즈 / 전북남원-막걸리,산채 / 충북영동-와인,연근
2014-05-10 경북 포항-물회,홍치식해,꽁치추어탕/전북 전주-갓요리/충북 충주-민들레,육계장칼국수
2014-05-03 경북 의성-가시오가피/전북 김제-보리한우/충북 청원-흑염소
2014-04-12 경북 청송-재래토종닭/전북-민물고기/충북 진천-장아찌정식
2014-04-05 경북 영덕-대게,미역/전북 익산-떡, 된장/충북 충주-쌈채,민물고기
2014-03-29 경북 영덕-대게,미역/전북 익산-떡, 된장/충북 충주-쌈채,민물고기
2014-03-22 경북 경주-옹골진 맛/전북 고창-장어/충북 영동-장터별미
2014-03-15 경북 예천-소송채/전북 완주-표고버섯/충북 괴산 - 봄맛
2014-03-08 경북 김천-지례흑돼지,흑두부/전북 군산-우렁이쌈밥/충북 보은-메밀요리,메기매운탕
2014-03-01 경북 청도-미나리/전북 순창-민물참게매운탕/충북 음성-인삼탕수육
2014-02-22 경북 고령-고령밥상/전북 익산-익산 북부시장/충북 충주-왕의 음식
2014-02-15 대구-불로전통시장/전북 완주-집밥/충북 진천-빙어요리,버섯요리
2014-02-08 경북 문경-민물고기
2014-02-01 경북 영주-청국장/전북 진안-고택음식/충북 영동-어죽국수,오리요리
2014-01-25 경북 봉화-송이요리,엄나무요리/전북 부안-위도겨울밥상/충북 청주-전통시장
2014-01-18 경북 안동-안동소주, 권씨비빔밥/전북 익산-찹쌀엿,비빔밥/충북 보은-대추한정식,해물탕
2014-01-11 음식기행경북 경주-팥/전북 남원-막걸리,산채비빔밥/충북 청원-퓨전한정식 3道3味
2014-01-04 경북 칠곡-전통주,약선음식/전북 장수-두부/충북 괴산-잡곡찐빵,양지탕
```

## 같이 보기
- 네트워크 참TV